# Franz Hildbrand
Franz Hildbrand, auch Franz-Joseph, (* 2. Februar 1942 in Gampel; † 7. Juli 2022 in Steg) war ein Schweizer Politiker (CSP).

## Werdegang
Franz Hildbrand wuchs als Sohn des Unternehmers Daniel Hildbrand und der Mathilde Wenger in Gampel auf, wo er auch die Schule besuchte. Nach dem Erwerb des Handelsdiploms 1962 in Zürich folgte ein Sprachaufenthalt in Estavayer-le-Lac sowie Florenz und 1964 die Übernahme der Bauunternehmung seines Vaters.
Wie sein Vater trat er der CSP Oberwallis (CSPO) bei und wurde 1969 für den Bezirk Leuk als Suppleant in den Grossen Rat gewählt. Bereits eine Legislatur später war er Abgeordneter. Bei den Gemeinderatswahlen 1980 gelang ihm auf Anhieb der Einzug in den Gemeinderat und die Wahl zum Gemeindepräsidenten seiner Heimatgemeinde. Die Nationalratswahlen 1987 waren der Höhepunkt seiner politischen Laufbahn. Nicht nur wurde er Nachfolger des abtretenden Nationalrates Herbert Dirren, sondern erreichte mit seiner Partei auch erstmals mehr Parteistimmen als die CVP Oberwallis (CVPO).
Aus der 1970 geschlossenen Ehe mit Edith Seiler entstammen drei Kinder.

## Politische Ämter
- Grossratssuppleant (1969–1973)
- Grossrat (1973–1981)
- Präsident von Gampel (1981–1992)
- Nationalrat (1987–1995)